# Evan Gorga
Evan Gorga, all'anagrafe Gennaro Evangelista Gorga (Brocco, 6 febbraio 1865 – Roma, 5 dicembre 1957), è stato un tenore lirico italiano.
L'opera per la quale è maggiormente conosciuto è la prima rappresentazione assoluta (Teatro Regio di Torino, 1º febbraio 1896) de La bohème di Giacomo Puccini, in cui vestì i panni di Rodolfo.

## Biografia

### La famiglia
Evan Gorga nacque il 6 febbraio 1865 a Brocco, allora in provincia di Terra di Lavoro, oggi Broccostella, in provincia di Frosinone. Il padre Pietro era un piccolo proprietario terriero, mentre la madre, Matilde de Sanctis, era di famiglia nobile. Gli anni dell'infanzia il piccolo Evan li visse tutti nella casa di Brocco Alto, nel centro storico, in via Rua Piana.
I Gorga erano giunti a Brocco da Gavignano, in provincia di Roma, intorno al 1749, allorquando il trisnonno di Evan, Magno Gorga, contrasse matrimonio con la brocchese Orazia Tomassi ed ebbe da lei un figlio, Pasquale Antonio Gorga.

### Gli esordi
Il giovane Evan Gorga prese lezioni di canto dal maestro Franceschetti e pare che per una felice coincidenza avrebbe debuttato nell'Ernani di Giuseppe Verdi sostituendo l'amico tenore Francesco Tamagno, in quel momento all'apice del successo: un particolare riferito dallo stesso Gorga nei suoi appunti privati che, tuttavia, non ha trovato conferma oggettiva.
Quel che è certo, invece, è che Evan Gorga debuttò al Teatro Comunale di Cagliari nella Mignon di Ambroise Thomas il 1º gennaio 1895, interpretando il ruolo di Guglielmo Meister.
La critica fu buona, come la risposta del pubblico, tanto che Evan Gorga venne scritturato, sempre dallo stesso Teatro, per Manon di Jules Massenet e L'amico Fritz di Pietro Mascagni, andate in scena nei mesi di gennaio e febbraio 1895.
Il 28 settembre dello stesso anno Gorga partecipò alla rappresentazione dell'opera verdiana I Lombardi alla prima crociata, che si tenne al Teatro Costanzi di Roma. Dopo ripetuti successi, per Evan Gorga arrivò il momento del gran debutto nei teatri italiani di primo piano.

### La Bohème
Dopo una audizione, Giulio Ricordi lo scritturò per vestire i panni di Rodolfo, nella prima rappresentazione de La bohème di Puccini, che si tenne nel Teatro Regio di Torino il 1º febbraio 1896.
Al Teatro Politeama di Genova Evan Gorga partecipò alla rappresentazione, a partire dal 3 ottobre 1896, de I Lombardi alla prima crociata e, successivamente, del Mefistofele di Arrigo Boito.
Nel 1897, invece, partecipò alla messa in scena al Teatro La Fenice di Venezia de La bohéme di Ruggero Leoncavallo, un'opera tratta dal romanzo di Henry Murger, Scènes de la vie de Bohème.
Seguirono altre recite ne La bohème di Puccini a Genova e una rappresentazione del Mefistofele al Teatro Piccinni di Bari.
Sostituì, all'ultimo minuto, il notissimo tenore napoletano Fernando De Lucia nella rappresentazione de La bohème al Teatro San Carlo di Napoli, ottenendo anche lì un buon successo.
Seguirono altre rappresentazioni del Faust al Teatro Costanzi di Roma e dell'oratorio La risurrezione di Lazzaro di Lorenzo Perosi al Teatro dell'Aquila di Fermo.

### L'addio alla lirica
Con una brillantissima rappresentazione de La bohème al Teatro Drammatico di Verona, nel gennaio del 1899, Evan Gorga si congedò, misteriosamente, dal palcoscenico per non entrarvi mai più.

### Attività collezionistica
Ma il nome di Evan Gorga, oltreché alla lirica, deve essere accostato alla sua instancabile attività di collezionista, in particolare di strumenti musicali.
Nel 1911, in occasione delle manifestazioni del Cinquantennale dell'Unità d'Italia, Evan Gorga espose la sua nascente collezione di strumenti musicali nelle stanze di Castel Sant'Angelo, ammesso che “nascente” possa definirsi un lotto di mille pezzi.
Con il tempo la collezione s'ingrandì ed Evan Gorga dovette affittare dieci appartamenti comunicanti in Via Cola di Rienzo, fondando, in pratica, il Museo Storico Musicale, una sorta di collezione privata visitabile da esperti ed appassionati, cosa che non mancarono di fare.
Ma mettere in piedi una raccolta di tal fatta espose il Collezionista, al pari di ogni privato che si cimenti con una simile impresa, a evidenti problemi finanziari e Gorga non volle mai disperdere la sua raccolta in vendite all'incanto, anche quando venderne solo una parte avrebbe certamente ripianato i suoi squilibri finanziari.
Già nel 1930 la Collezione Gorga aveva un valore superiore, a valori del 2008, ad oltre quindici milioni di Euro.
Nel 1929 su stessa richiesta di Gorga le sue collezioni furono "vincolate” e sottoposte a sequestro amministrativo, soprattutto per evitarne lo smembramento.

### Il Teatro Massimo del Popolo ed il Collegio Lirico
In una serie di pubblicazioni della fine degli anni Venti, Evan Gorga esplicita il suo “sogno”: un giorno avrebbe voluto vendere le sue collezioni e con il ricavato istituire una Fondazione Gorga e, al suo interno, il Teatro Massimo del Popolo ed il Collegio Lirico.
Il primo avrebbe dovuto essere un tempio della musica lirica e offrire al pubblico spettacoli a prezzi contenuti.
Il Collegio Lirico, invece, avrebbe dovuto essere una scuola di eccellenza dove far avvicinare alla lirica giovinetti dotati di voce ma non di mezzi per studiare.
Di questi sogni resteranno soltanto le dieci borse di studio che lo Stato Italiano istituirà in seguito alla approvazione della Convenzione con Gorga nel 1949, convenzione resa esecutiva con la legge 30 giugno 1950.
Lo Stato diventò proprietario delle Collezioni Gorga, si accollò i suoi debiti, istituì le dieci borse di studio e concesse un piccolo vitalizio all'uomo, che aveva speso una vita, a collezionare.
Per la sua attività in campo culturale e musicale e per aver fatto istituire le dieci borse di studio annue per giovani cantanti a lui intestate, Evan Gorga fu insignito della medaglia d'oro per i benemeriti della cultura.

### La morte
Muore a Roma il 5 dicembre 1957 ed è seppellito nel cimitero del Verano.

### Curiosità
Nel 1911 tra i visitatori della Mostra di Castel Sant'Angelo vi fu anche il banchiere statunitense John Pierpont Morgan che, interessato all'acquisto in blocco della collezione, offrì ad Evan Gorga la somma di due milioni di lire, pari a circa 9 milioni di euro, a valori del 2022. Evan Gorga rifiutò l'offerta e fu a quel punto che John Pierpont Morgan gli chiese, di fissare lui stesso il prezzo.
John Pierpont Morgan, oltre ad essere un geniale finanziere e uomo d'affari, fu collezionista d'arte, di libri e di pietre preziose, conservati, perlopiù, al Metropolitan Museum of Art di New York e nel 1904 fu insignito del titolo del Cugino del Re d'Italia per aver donato all'Italia un capolavoro d'arte.
Parte della collezione Gorga per ciò che riguarda la storia della medicina e della sanità è conservata ed esposta presso il Museo di Storia della Medicina della Sapienza Università di Roma.